# Batalla de Calais
La batalla de Calais fue una batalla que tuvo lugar la mañana del 1 de enero de 1350, en el contexto de la guerra de los cien años. Las tropas inglesas que ocuparon la ciudad francesa de Calais emboscaron y derrotaron a un desprevenido contingente del ejército francés que intentaba tomar la ciudad. A pesar de la existencia de una tregua, el comandante francés Godofredo de Charny había planeado tomar por un subterfugio, y sobornó a Américo de Pavia, un oficial italiano de la guarnición de la ciudad, para que les abriera una puerta. El rey inglés, Eduardo III se dio cuenta de la trama y personalmente dirigió a sus tropas y a la guarnición de la ciudad en un contraataque sorpresa. Los franceses fueron derrotados por esta fuerza más pequeña, con pérdidas significativas y todos sus líderes capturados o asesinados.

## Contexto
Desde la conquista normanda de 1066, los monarcas ingleses habían tenido títulos y tierras dentro de Francia, cuya posesión los convertía en vasallos de los reyes de Francia. El 24 de mayo de 1337 el gran consejo de Francia proclamó que las tierras que poseía Eduardo III de Inglaterra en territorio francés debían ser devueltas a las manos de Felipe VI de Francia con el argumento de que había incumplido con sus deberes como vasallo. Esto aumentó las fricciones entre los dos monarcas dando así comienzo a la Guerra de los Cien Años.

Tras nueve años de infructuosa pero costosa guerra, en julio de 1346 Eduardo III desembarco con un ejército en el norte de Normandía. Tras el que emprendió una incursión a gran escala a través de la misma.

## Batalla
El ejército de Charny marchó hacia Calais en la tarde del 31 de diciembre de 1349. Poco antes del amanecer, el grupo de avanzada se acercó a la torre de la puerta de Américo. La puerta estaba abierta y Américo salió para saludarlos. Intercambio a su hijo por la primera entrega de su soborno y condujo a un pequeño grupo de caballeros franceses hacia el interior del recinto. Poco después se desplegó un estandarte francés sobre la torre de la caseta de vigilancia y más franceses cruzaron el puente levadizo sobre el foso. De repente se levantó el puente y cayó el rastrillo frente a los franceses y sesenta hombres de armas ingleses los rodearon. Todos los franceses que habían ingresado fueron capturados.